# Museo Urartu
El Museo Urartu (en turco, Urartu müzesi) o Museo de Van es uno de los museos arqueológicos y etnográficos de Turquía. Está ubicado en la ciudad de Van, situada en la provincia de su mismo nombre.  

## Historia
Inicialmente algunas piezas arqueológicas, entre ellas varios relieves de la época del reino de Urartu, se conservaban en un almacén. En 1945 el almacén se convirtió en el Museo de Van de manera oficial. En 1990 se creó en un sector del museo una exposición en memoria de las masacres de Çavuşoğlu Haystack y de Zeve.
En 2011 la estructura del museo quedó afectada por dos terremotos y se iniciaron los trabajos de construcción de un nuevo edificio que se ubica cerca de la Fortaleza de Van. Una vez terminado, fue abierto al público en 2019.

## Colecciones
El museo contiene una colección de objetos arqueológicos y etnográficos.   
En un sector del museo se explica la historia de las civilizaciones de Anatolia. 
Los objetos arqueológicos más antiguos pertenecen a los periodos neolítico y calcolítico, entre ellos herramientas de obsidiana y de hueso procedentes de los yacimientos arqueológicos de Tilkitepe y Kızdami. Otras herramientas y piezas de cerámica pertenecen al tercer y segundo milenio a. C. Otra serie de hallazgos pertenece a las excavaciones de la necrópolis de Karagündüz.
Entre las obras del reino de Urartu —cuyo origen se sitúa en el siglo IX a. C. y que se convirtió en una civilización que destacó en arte, tecnología y metalurgia hasta su desaparición en el siglo VI a. C.— se encuentran armas, objetos de uso cotidiano y estelas con decoración escultórica e inscripciones cuneiformes. Entre ellas es destacable una estela que representa al dios Teisheba. Otras pertenecen a las épocas romana, bizantina, selyúcida, a la de las dinastías Ak Koyunlu y Kara Koyunlu y al periodo otomano. Entre las piezas del periodo selyúcida son destacables las tumbas en forma de carnero y oveja.
La sección etnográfica alberga alfombras, objetos decorativos y otros objetos de uso cotidiano, así como obras literarias.
Hay también salas de exposición de joyas, de objetos relacionados con la guerra, de monedas, de reconstrucción de elementos históricos, de animación tridimensional y otra para exposiciones temporales.

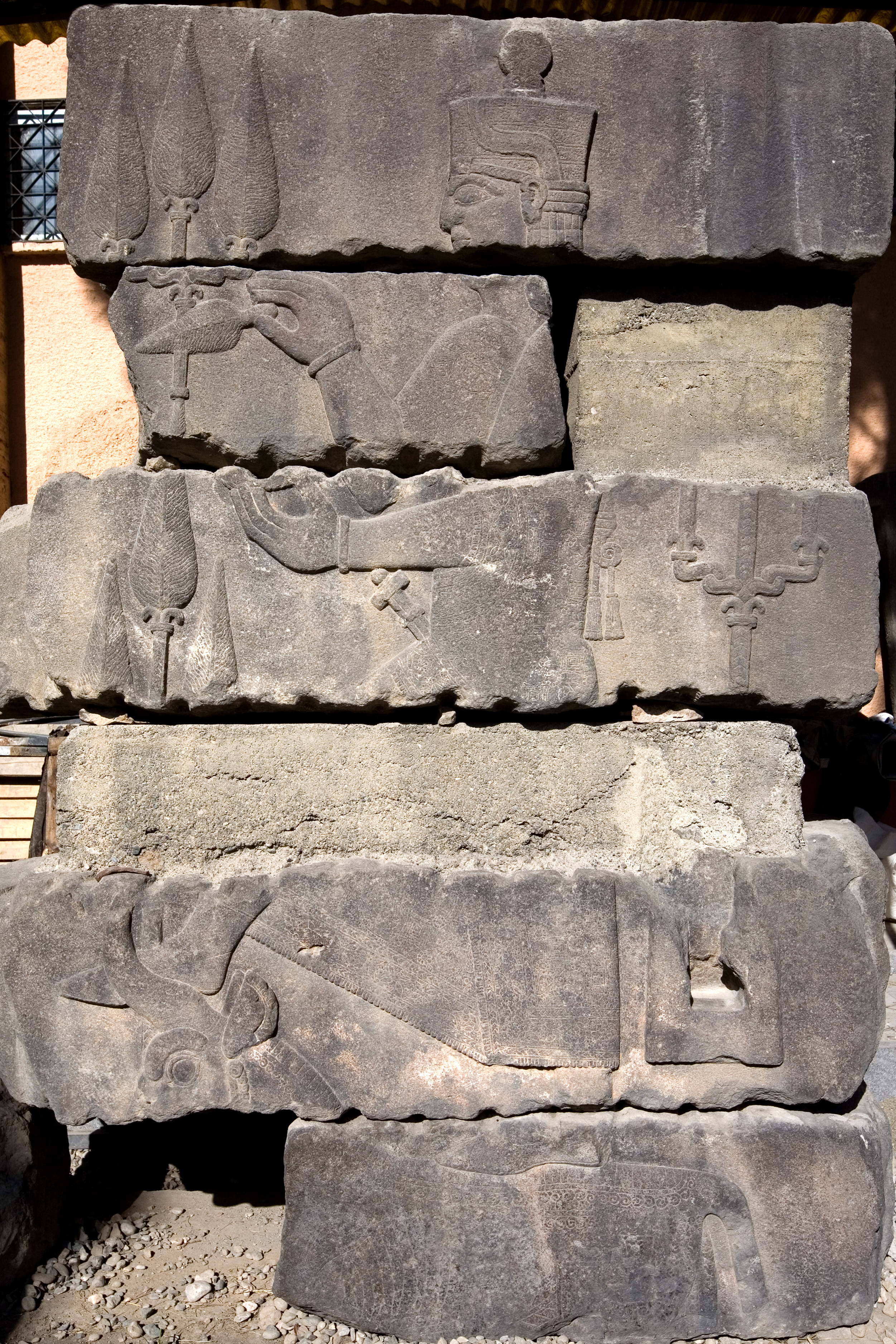
El dios Teisiba, una divinidad de Urartu
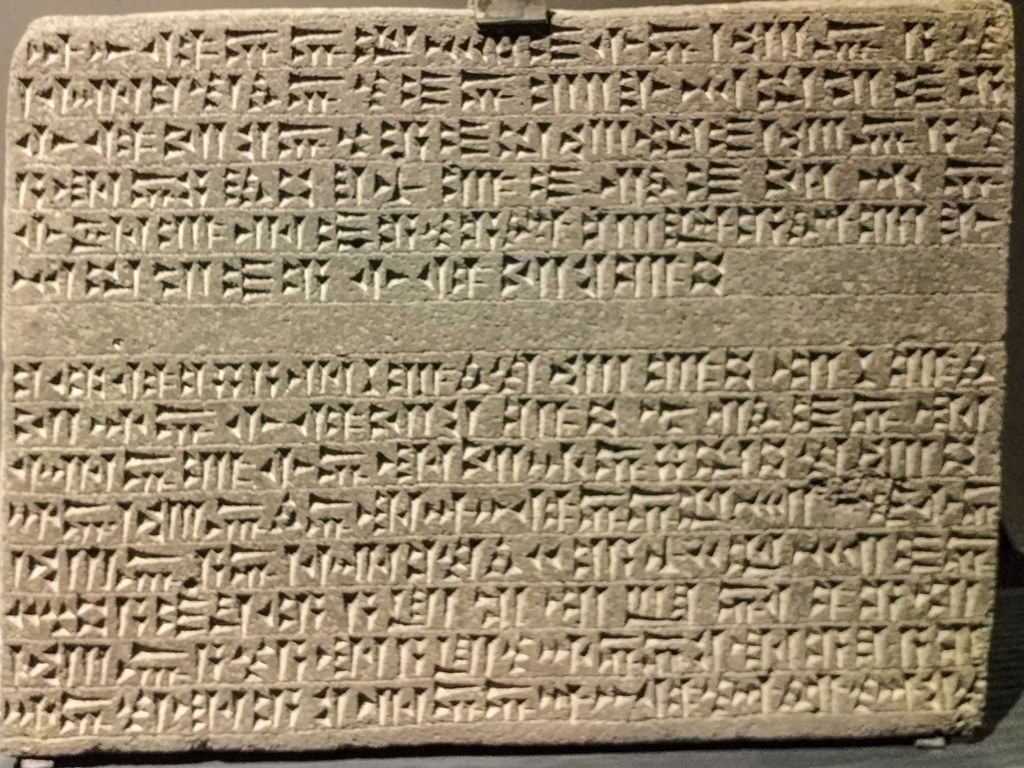
Inscripción de la fortaleza de Ayanis
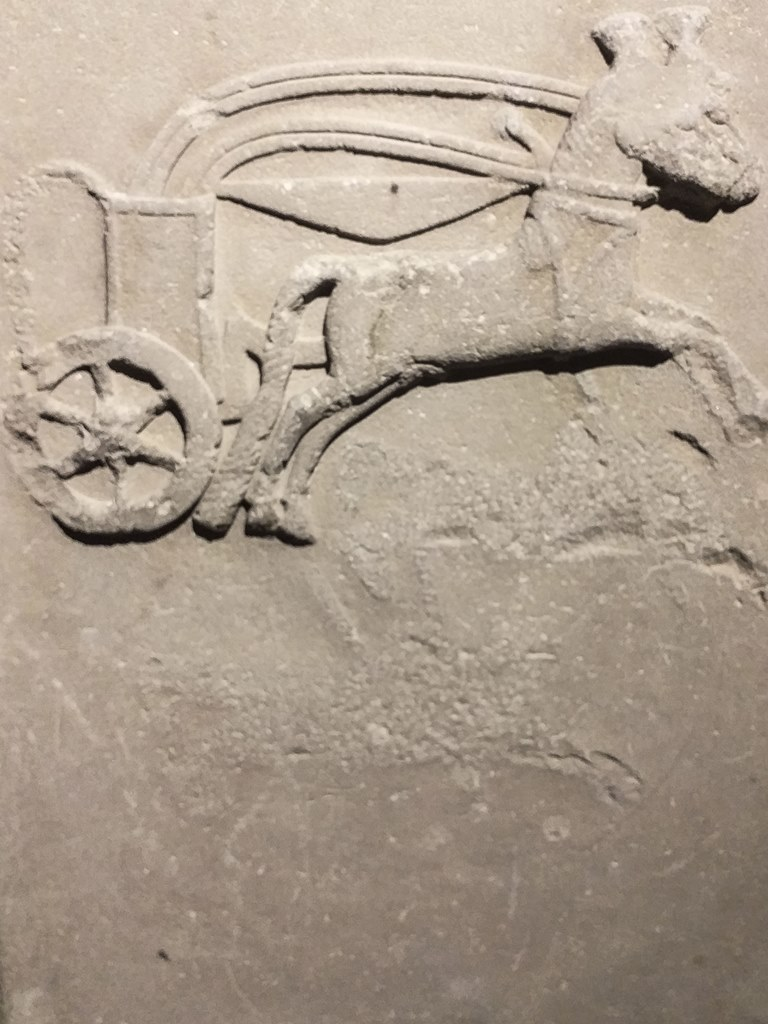
Carro de guerra de Urartu
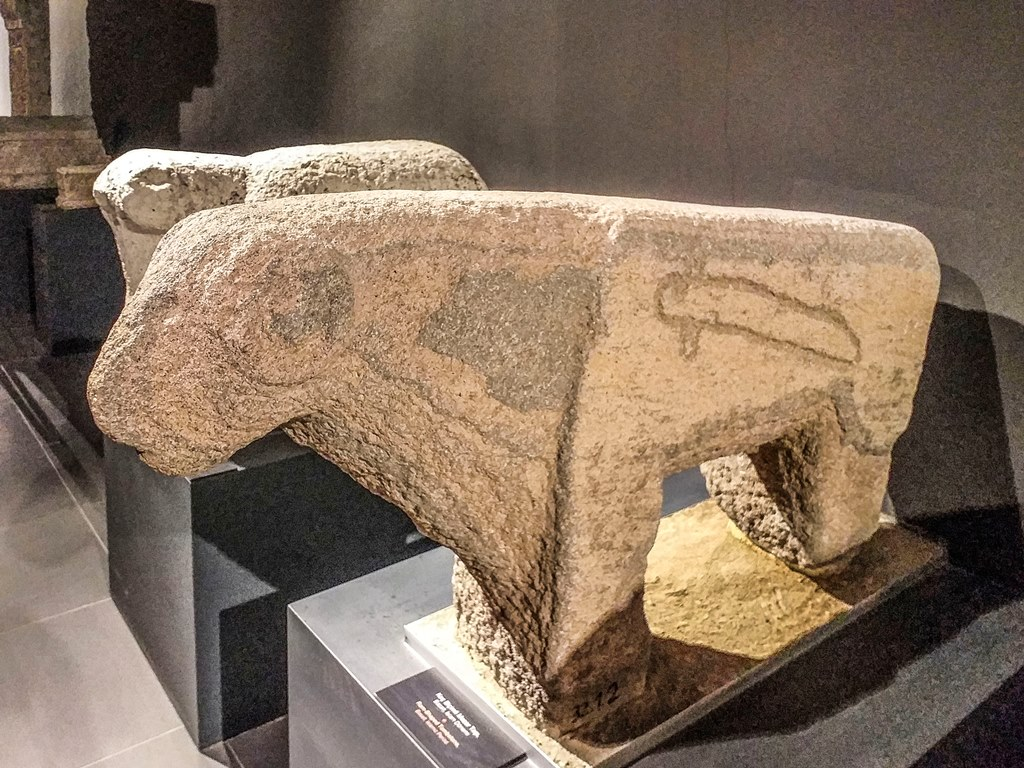
Tumbas selyúcidas en forma de carnero

## Las estelas de Hakkari
En 1998 se encontraron trece estelas kurganas en su emplazamiento original, en el centro de Hakkari. Once estelas representan a guerreros armados y dos a mujeres sin armas. Las estelas fueron talladas en losas de piedra caliza de entre 0,7 y 3,10 m de altura. Las estelas más antiguas son de estilo bajorrelieve, mientras que las más recientes son de estilo lineal. Fueron fabricadas en Hakkari durante el periodo comprendido entre los siglos XV y XI a. C.
Los guerreros, siempre con un vaso en la mano derecha levantada, están armados y llevan una daga colgada del cinturón. Las zonas restantes de las estelas están rellenas de animales de pequeño tamaño o presentan yurtas de las estepas asiáticas, indicando así el carácter nómada o seminómada de una sociedad que vivía en este accidentado paisaje de Hakkari.

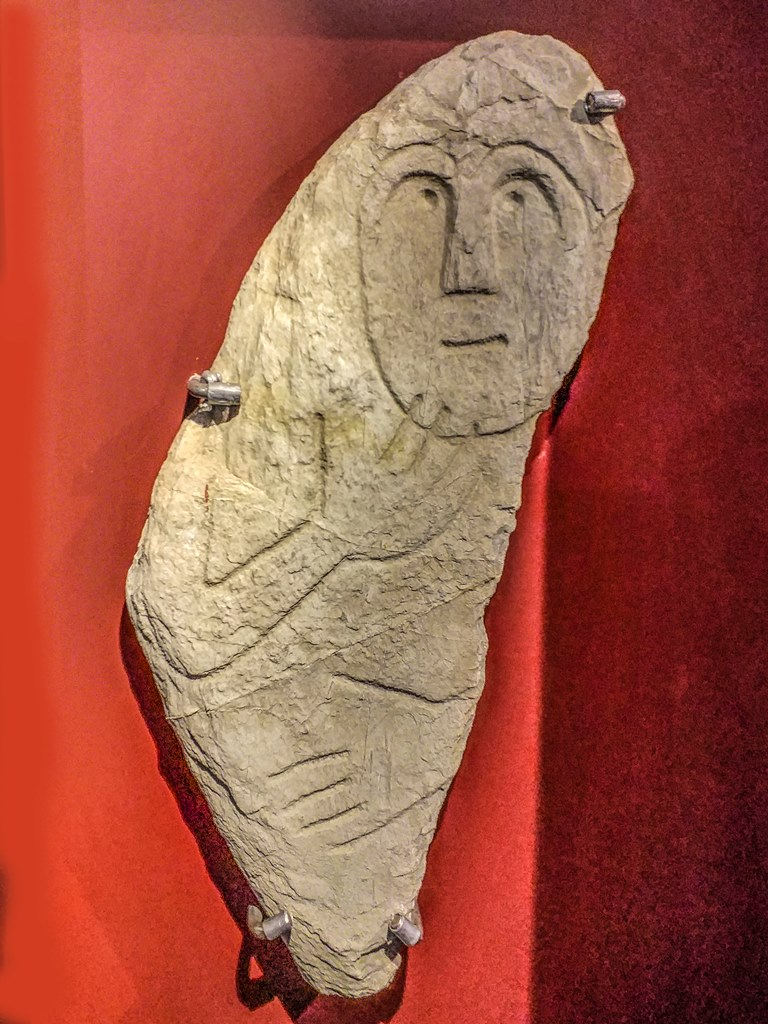
Mujer sin armas
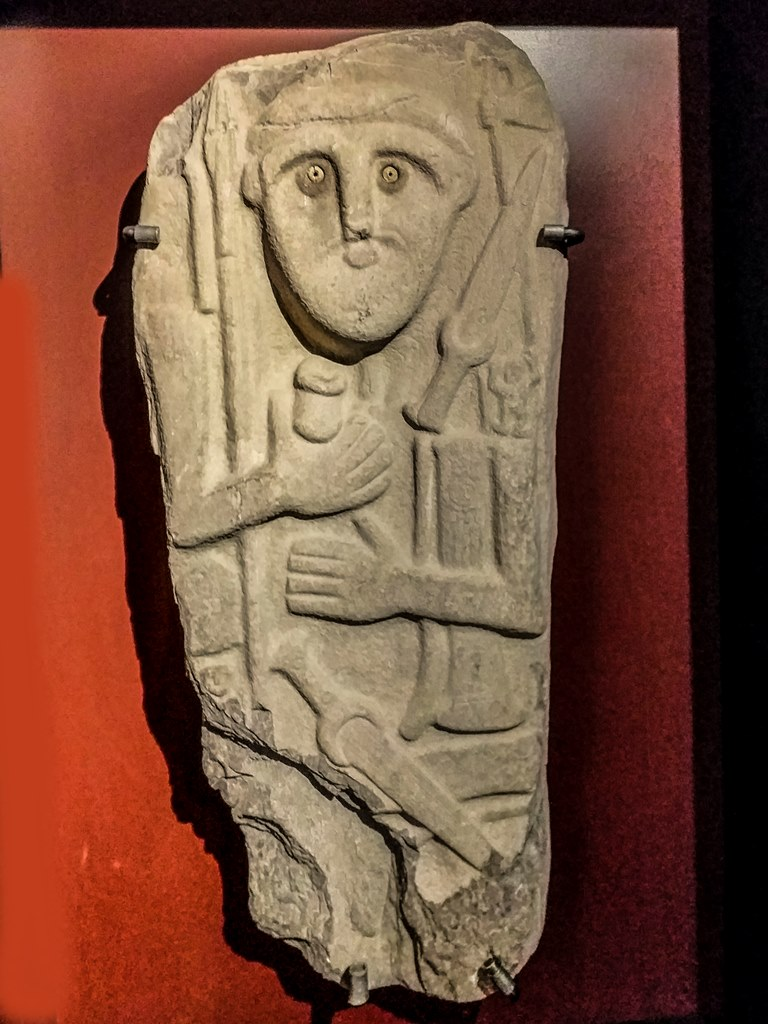
Guerrero armado
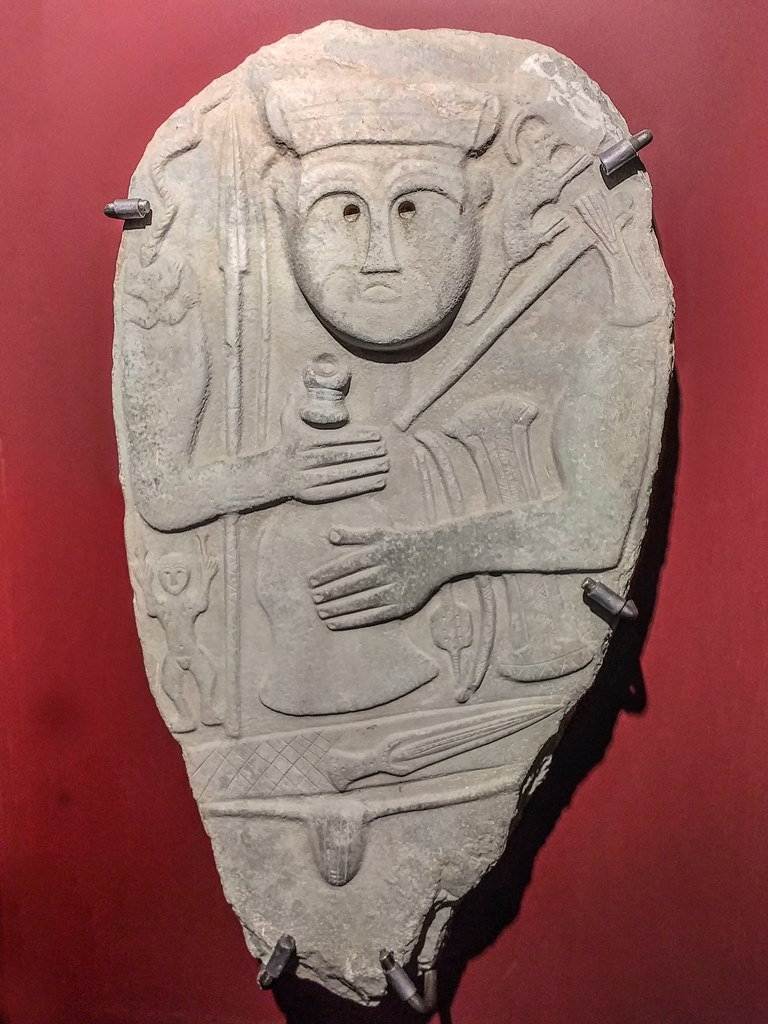
Guerrero armado con gorra
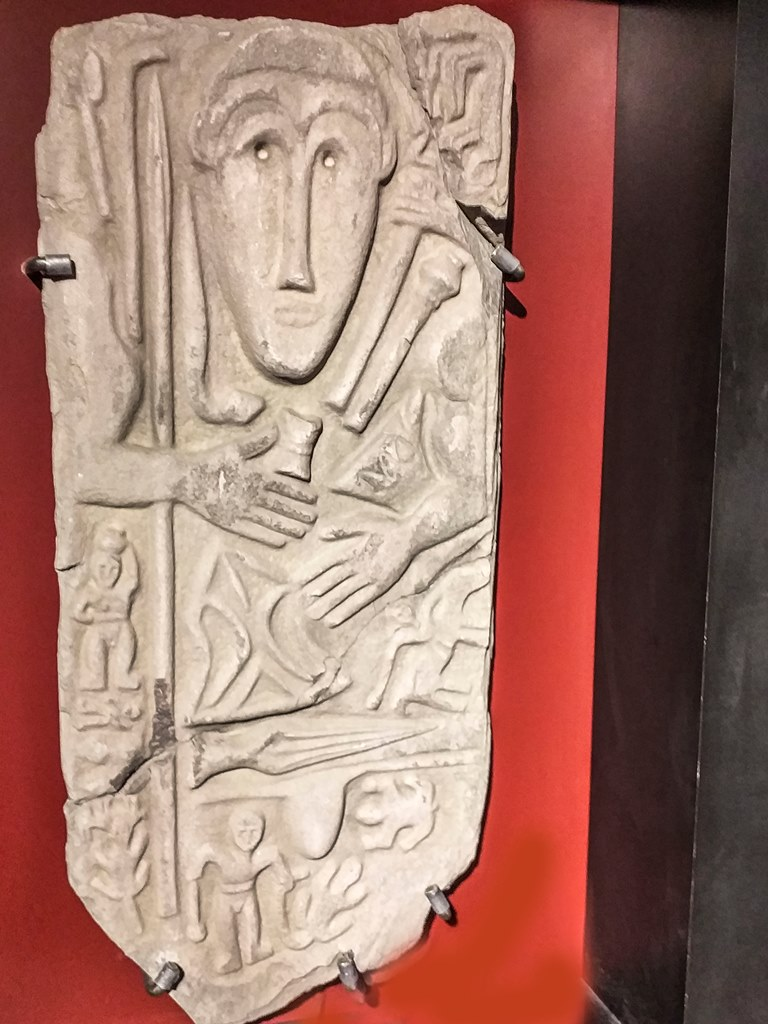
Guerrero armado. Debajo de su codo derecho una figura femenina.